# Кубок ірландської ліги з футболу 2014
Кубок ірландської ліги 2014 — 41-й розіграш Кубка ірландської ліги. Переможцем вп'яте став Дандолк.

## Перший раунд
| Команда 1             | Рахунок | Команда 2             |
| --------------------- | ------- | --------------------- |
| 10 березня 2014       |         |                       |
| Корк Сіті             | 4:0     | Лімерик               |
| Вотерфорд Юнайтед (2) | 2:1     | Ейвондейл Юнайтед (3) |
| Фінн Гарпс (2)        | 3:2     | Кокгілл Селтік (3)    |
| Крамлін Юнайтед (3)   | 1:3 дч  | Дрогеда Юнайтед       |
| Атлон Таун            | 0:1     | Лонгфорд Таун (2)     |
| ЮКД                   | 0:3     | Богеміан              |
| Шелбурн (2)           | 2:5 дч  | Брей Вондерерз        |
| 11 березня 2014       |         |                       |
| Голвей Юнайтед (2)    | 2:0     | Мейо Ліга (7)         |

## Другий раунд
| Команда 1          | Рахунок | Команда 2             |
| ------------------ | ------- | --------------------- |
| 5 травня 2014      |         |                       |
| Брей Вондерерз     | 0:3     | Дандолк               |
| Дрогеда Юнайтед    | 1:2     | Шемрок Роверс         |
| Слайго Роверз (2)  | 0:1     | Деррі Сіті            |
| Корк Сіті          | 2:0     | Вотерфорд Юнайтед (2) |
| Голвей Юнайтед (2) | 1:0     | Фінн Гарпс (2)        |
| Вексфорд Ютс (2)   | 1:0     | Ков Рамблерс (2)      |
| 6 травня 2014      |         |                       |
| Богеміан           | 3:2     | Сент-Патрікс Атлетік  |
| Лонгфорд Таун (2)  | 2:0     | Мерву Юнайтед (3)     |

## Чвертьфінали
| Команда 1         | Рахунок         | Команда 2          |
| ----------------- | --------------- | ------------------ |
| 26 травня 2014    |                 |                    |
| Лонгфорд Таун (2) | 0:2             | Богеміан           |
| 27 травня 2014    |                 |                    |
| Деррі Сіті        | 1:2             | Дандолк            |
| Вексфорд Ютс (2)  | 1:1 дч пен. 4:3 | Голвей Юнайтед (2) |
| 21 липня 2014     |                 |                    |
| Шемрок Роверс     | 2:0             | Корк Сіті          |

## Півфінали
| Команда 1     | Рахунок | Команда 2        |
| ------------- | ------- | ---------------- |
| 4 серпня 2014 |         |                  |
| Богеміан      | 0:2     | Шемрок Роверс    |
| Дандолк       | 5:0     | Вексфорд Ютс (2) |

## Фінал
| 20 вересня 2014 18:45 (CET) |

| Дандолк                 | 3:2      | Шемрок Роверс               |
| ----------------------- | -------- | --------------------------- |
| Мессі 5', 48' Хобан 49' | Протокол | Макгвіннесс 29' Кілдуфф 77' |

| Оріел-Парк, Дандолк Глядачів: 3 500 Арбітр: Грехем Келлі |